# スター・トリビューン
スター・トリビューン (Star Tribune) は、アメリカ合衆国の新聞。ミネソタ州ミネアポリスで発行されている日刊紙である。

## 概要
スター・トリビューンは、ミネソタ州最大の新聞である。同紙は、ミネアポリスだけではなく、ミネアポリス・セントポール都市圏やミネソタ州全域を含む北中西部（アッパー・ミッドウエスト）一帯で販売されている。紙面は、通常、国内外のニュース、地元のニュース、スポーツ、ビジネス、ライフスタイル関連の記事で構成されている。本社は、ミネアポリスの中心部にある。
スター・トリビューンは、1867年創刊の「ミネアポリス・トリビューン」（Minneapolis Tribune ）とその競合紙である1920年創刊の「ミネアポリス・デイリー・スター」（Minneapolis Daily Star ）を起源とする。1930年代から40年代にかけてミネアポリスの競合各紙の整理統合が進められ、朝刊紙は「トリビューン」（Tribune ）に、夕刊紙は「スター」（Star ）にまとめられた。1982年、両紙は合併し、「スター・アンド・トリビューン」（Star and Tribune ）となったが、1987年、「スター・トリビューン」（Star Tribune ）に改名した。その後、売却、再売却、2009年の破綻処理手続きの申立てという激動を経て、2014年、地元の実業家であるグレン・テイラーに買収された。
スター・トリビューンのジャーナリストは、ピューリッツァー賞をその前身紙を含めて通算で6度に渡り受賞しており、直近では2013年に2部門での同時受賞を果たしている。